# Safaa Fathy
Safaa Fathy (Menia, 17 de julio de 1958) es una poetisa, cineasta, dramaturga, ensayista y filósofa egipcia. Es conocida por sus obras sobre Jacques Derrida, entre las que se cuentan su largometraje D'ailleurs Derrida —«Derrida, por cierto» o «La otra parte de Derrida»— un documental que relata su biografía y explica sus conceptos. Como artista, en sus trabajos refiere extensamente la muerte; sobre esto afirma: «La muerte es siempre un tema principal en mi obra. Me enfrenté con la muerte desde muy pequeña, y escribiendo poesía es como resistimos a la muerte. Con mis textos le digo al mundo, a la existencia: "Yo sigo aquí"». Otro tema relevante en su producción es la extranjería. Actualmente trabaja como directora de programa en el Colegio Internacional de Filosofía de París. Fathy formó parte de un programa de la Organización de las Naciones Unidas para alentar a las mujeres a desarrollar la filosofía, que no prosperó por falta de apoyo económico.

## Biografía
Fathy nació en Menia el 17 de julio de 1958; su padre era policía. Comenzó a escribir a los ocho años. Estudió Literatura Inglesa en El Cairo y participó del movimiento estudiantil cuando estaba en Egipto, pero posteriormente dejó su tierra y en 1981 se estableció en París, donde se unió a partidos de izquierda. Ha afirmado que en su país natal sentía «ataduras», que pudo abandonar una vez que emigró. En 1987 fue directora asistente en el Deutsches Theater de Berlín. Fathy trabajó con Heiner Muller en 1990. Finalizó su tesis doctoral, que fue sobre Bertolt Brecht, en La Sorbona en 1993. Antes de convertirse en cineasta, trabajó como directora de teatro.
Conoció a Jacques Derrida una vez que terminó su doctorado, cuando fue a una de sus conferencias por sugerencia de un amigo. Le entregó un manuscrito sobre el que estaba trabajando, su obra Terror, y tras que el filósofo le escribiera una carta de recomendación, trabaron «una amistad esencial», en palabras de Fathy. Él escribió el prólogo de dicha obra, así como de Ordalie. Posteriormente, Fathy quiso filmar un documental sobre su vida y pese a las reticencias de Derrida, el proyecto se llevó a cabo. Juntos escribieron el libro Tourner les mots.
Además del árabe y el francés, Fathy conoce el inglés y el español; escribe sobre filosofía en francés debido a que no existe una «tradición árabe de las luces del siglo XVIII», sin embargo, ha confesado que el árabe, su lengua materna, es el idioma de su inconsciente. En cuanto a su literatura, ha afirmado que su permanente condición de extranjera la ha llevado a la construcción de una lengua propia: «Creo que solo se puede escribir en un idioma extranjero. Incluso si escribe en el idioma materno se tiene que inventar un idioma, un idioma propio [...] Siempre que conozca el vocabulario y la gramática de un idioma, puedo escribir como puedo hablar».

## Obra

### Poesía
Antologías de poesía
- Revolución, una pared que cruzamos (en árabe).
- Nom à la mer («Un nombre para el mar»)
- Al Haschiche (ISBN 9789689246138, un libro de poesía acompañado del poema fílmico Hidden Valley). Edición bilingüe español-francés publicada por Ediciones sin nombre, México.[2]
- …où ne pas naître, antología bilingüe en árabe y francés.
- Pequeñas muñecas de madera

En libros colectivos
- Ma langue est mon territoire, Colección Folies d’encre, Eden, París.
- Anthology of Contemporary Arab Women Poets[6]

### Filmografía
Documentales
- Mohammad sauvé des eaux («Mahoma salvado de las aguas»). TS Producciones, París.[7]
- Dardasha Socotra («Conversaciones en Socotra»), 2006. UNESCO, gobierno de Yemen.[8]
- D'ailleurs, Derrida. Arte, Francia.
- Maxime Rodinson : l'Athée des Dieux («Maxime Rodinson, el ateo de Dios»), Francia.
- Ghazeia, danseuses d'Egypte (Ghazeia, bailarinas de Egipto), Canal plus, Francia.[9]
- Hidden Faces

Ficción
- Nom à la mer: poema fílmico con un texto de Safaa Fathy leído por Jacques Derrida.
- Silence, cortometraje.
- Doisneau

### Obras de teatro
Ordalie ; Terreur (2004, ISBN 9782872823796). 

### Libros
- Tourner les mots, con Jacques Derrida[10]

### Ensayos y otros escritos
Sobre política y filosofía
- L’aporie of lui en Derrida à Coimbra. Palimage Editores, Coimbra, Portugal. 2006.
- Un(e) spectre nommé(e) « avenir » en Cahiers de l’Herne on Jacques Derrida. 2005.
- «Derrida, metteur en scène ou acteur». Magazine Littéraire, núm. 430, 2004.[11]
- «Transparence du Halal, transgression du Haram». Vaccarme, 2002.[12]

Sobre poesía, teatro y cine
- «Khôra/Luz y desierto. Revelación de lo oscuro» (traducido del francés por María Virgina Jaua). Ponencia en Derrida-politique, congreso llevado a cabo el 7 y 8 de diciembre de 2011 en L’École National Supérieure de París.[13]
- Hisser les voiles: Odyssée féminine à travers la Méditerranée. Microfisuras, 1999.
- Dissidences et dissonances. Cartographie d'une poésie égyptienne. Almadraba (revue), Sevilla. 1998
- Exil, en Pour Rushdie, La Découverte, París. 1993